# Nigeria en los Juegos Paralímpicos de Río de Janeiro 2016
Nigeria estuvo representada en los Juegos Paralímpicos de Río de Janeiro 2016 por un total de 22 deportistas, 13 mujeres y nueve hombres.

## Medallistas
El equipo paralímpico nigeriano obtuvo las siguientes medallas:
| Nombre                  | Deporte                   | Evento                |
| ----------------------- | ------------------------- | --------------------- |
| Oro                     |                           |                       |
| Lauritta Onye           | Atletismo                 | Peso F40 femenino     |
| Flora Ugwunwa           | Atletismo                 | Jabalina F54 femenino |
| Lucy Ejike              | Levantamiento de potencia | –61 kg femenino       |
| Ndidi Nwosu             | Levantamiento de potencia | –73 kg femenino       |
| Bose Omolayo            | Levantamiento de potencia | –79 kg femenino       |
| Josephine Orji          | Levantamiento de potencia | +86 kg femenino       |
| Roland Ezuruike         | Levantamiento de potencia | –54 kg masculino      |
| Paul Kehinde            | Levantamiento de potencia | –65 kg masculino      |
| Plata                   |                           |                       |
| Latifat Tijani          | Levantamiento de potencia | –45 kg femenino       |
| Esther Oyema            | Levantamiento de potencia | –55 kg femenino       |
| Bronce                  |                           |                       |
| Eucharia Njideka Iyiazi | Atletismo                 | Disco F57 femenino    |
| Nnamdi Innocent         | Levantamiento de potencia | –72 kg masculino      |